# Crucifijo del Cangrejo
La Cruz del Cangrejo o Cruz del Cangrejo de San Francisco Javier es una reliquia relacionada con este santo jesuita que se conserva en el relicario del Palacio Real de Madrid.

## Historia
El origen del crucifijo se encuentra en un milagro atribuido a Dios en favor de San Francisco Javier, cuando este era misionero en el lejano Oriente. En concreto se cuenta que, en 1546 cuando se dirigía en barco a la isla de Ceram, el santo arrojó a las aguas su crucifijo para calmar la tempestad. Al día siguiente, ya en la isla, un cangrejo devolvió a Francisco Javier su crucifijo.
En 1654 el crucifijo se encontraba en el colegio de la Compañía en Coimbra, el colegio de las Once Mil Vírgenes. En este colegio se veneraba ya como reliquia por haber sido Francisco Javier canonizado en 1622. En el momento de la expulsión de los jesuitas de Portugal, el crucifijo fue guardado por un estudiante del colegio, Jose Cayetano. Al año siguiente José Cayetano junto con otros compañeros estudiantes otorgaron un documento en Tivoli por el cual atestiguaban que se trataba el crucifijo guardado en Coimbra, siendo después entregado al general de la Compañía de Jesús, Lorenzo Ricci. Finalmente, unos años después sería regalado por la Compañía de Jesús al cardenal Francisco Javier Zelada. Tras la muerte del cardenal el crucifijo sería custodiado por un familiar suyo en Barcelona, siendo finalmente entregado a un capuchino llamado fray Ambrosio. Este fraile lo entregó a Manuel de Zúñiga, jesuita, comisario de la restauración de la Compañía en España, tras la restauración universal realizada por Pio VII en 1814 por la bula Sollicitudo omnium ecclesiarum.
Precisamente como agradecimiento de cómo se había llevado a cabo la restauración en España, el crucifijo fue regalado a Fernando VII en 1816, depositándolo este monarca en el relicario del Palacio Real de Madrid.
En 1922 con motivo del IV centenario del nacimiento de San Francisco Javier, el crucifijo fue llevado en peregrinación a Navarra para su adoración.

## Descripción
El crucifijo (es decir la reliquia propiamente dicha) tiene una longitud de unos 20-35 centímetros por unos 10 de ancho. Está formado por dos maderos nudosos y cuenta con una sencilla figura del crucificado. En el marco del relicario, la cruz se encuentra sostenida por un cangrejo dorada. 
El relicario está formado por una caja en forma de cruz latina que cuenta con un cristal en su tapa permitiendo observar el crucifijo y el cangrejo, sobre un fondo ricamente decorado. La caja se sostiene por unas pequeñas bolas doradas.